# جيمس دبليو. فولر
جيمس دبليو. فولر (بالإنجليزية: James W. Fowler)‏ هو عالم عقيدة وعالم نفس أمريكي، ولد في 12 أكتوبر 1940 في سان فيرناندو في الولايات المتحدة، وتوفي في 16 أكتوبر 2015 في أتلانتا في الولايات المتحدة.